# Ambrosie de Fântâna Albă
Mitropolitul Ambrosie (din botez Amireas Papageorgopolos, greacă Αμοιρέας Παπαγεωργόπουλος, Andrei Gheorghievici Popovici, în rusă Андрей Георгиевич Попович; n. 1791, Enez, Turcia - 30 octombrie 1863, Zill, Austria) a fost primul mitropolit ortodox de rit vechi al ierarhiei de Fântâna Albă în perioada 28 octombrie 1846 - 6 decembrie 1847.

## Biografie
Sf. Mitropolit Amvrosii s-a născut în anul 1791 în satul Maistra, aflat la 6 km de orașul Enosa, care aparținea pe atunci Turciei. Ulterior satul său natal a făcut parte din Bulgaria, iar astăzi face parte din nou din Turcia. Familia sa era de origine greacă. Tatăl său, Gheorghe Popovici, era preot al Bisericii Ortodoxe Grecești și și-a pregătit fiul încă din copilărie pentru a deveni slujitor al Bisericii.
Tânărul Andrei a intrat la Seminarul Teologic, ale cărui studii le-a urmat apoi. În anul 1811, Andrei s-a căsătorit și în același an a fost hirotonit ca preot de către mitropolitul Matei de Enosa. Soția sa a a murit în anul 1814. Peste trei ani, în anul 1817, Ambrosie a devenit iconom stavrofor. Mitropolitul Matei l-a găzduit în reședința arhiepiscopală. Zelul său religios, buna formare teologică și calitățile sale personale au atras curând atenția ierarhilor Bisericii Grecești și în anul 1823, Ambrosie a fost numit stareț al Mănăstirii Sf. Treime din ins. Halki (din Marea Marmara).
De aici a fost transferat de către Patriarhul de Constantinopol la Bosfor. A urcat rapid treptele ierarhice și a fost ridicat de către patriarh la rangul de protosinghel al Bisericii de la Constantinopol. După moartea mitropolitului Veniamin al Bosniei în anul 1835, Sinodul Patriarhiei de la Constantinopol l-a preferat pe protosinghelul Ambrosie ca mitropolit al Bosniei. IPS Ambrosie a plecat apoi la Sarajevo (capitala Bosniei), care aparținea pe atunci de Imperiul Otoman.
Prin oprimarea populației locale, turcii duceau în Bosnia o politică de jefuire a bogățiilor acestei țări. În mod tradițional, mitropoliții Bosniei nu se amestecau în treburile autorităților turcești. Mitropolitul Ambrosie nu a putut rămâne însă indiferent față de situația mizeră a populației - a început să-i atragă de partea sa și să le susțină necesitățile. Acesta a fost un fapt atât de neobișnuit în acele vremuri pentru un episcop grec, că populația chiar nu l-a recunoscut pe Ambrosie că este grec. Circulau zvonuri că ar fi de fapt slav și mai ales bulgar.
Populația bosniacă îl considera un om sfânt, datorită marii sale griji față de poporul păstorit. El nu iubea arginții și cerea poporului să fie calm și să nu facă revolte pentru a nu suferi apoi masacre din partea turcilor. Noul conducător al Bosniei, Xozrev-Pașa, a instigat negustorii locali să-i scrie patriarhului de la Constantinopol pentru a-i cere demiterea mitropolitului Ambrosie pentru "amestec în politica statului". Patriarhul de atunci, Anthimos al IV-lea, deși a înțeles de ce este acuzat mitropolitul Ambrosie, nu a îndrăznit să se opună plângerilor autorităților turcești, care cereau înlocuirea mitropolitului.
La 12 septembrie 1840, patriarhul Anthimos al IV-lea l-a chemat pe mitropolitul Ambrosie mbrosie la Constantinopol. După sosirea la Constantinopol, mitropolitul Ambrosie a devenit episcop în retragere și a primit o pensie din partea Patriarhiei.
"În anul 1846 a avut loc un sobor al tuturor credincioșilor ortodocși de rit vechi, iar principala problemă fiind trimiterea unei delegații în Palestina în căutarea creștinilor fugiți din Rusia în timpul marilor prigoniri, gândindu-se că poate acolo vor fi și episcopi, să-i găsească și să-i aducă în Austria, la Fântâna Albă. Din delegație făceau parte doi călugări: Alimpie Miloradov și Pavel Velikodvorski. Acești doi călugări vor trece prin localitatea populată și astăzi de Staroveri – Sarichioi (jud. Tulcea)– și rugându-se lui Dumnezeu și Maicii Domnului și-au continuat drumul. Ajungând la Constantinopol și făcând popas acolo vor afla de un arhiereu fără scaun.
Acesta nu va fi nimeni altul decât I.P.S. Mitropolit Ambrosie Popovici al Bosniei, viitorul întâistătător al Ierarhiei de la Fântâna Albă. Neavând catedră, el trăia în Țarigrad, pe lângă Patriarhie. Prin multe rugăciuni și dovezi ale adevăratei credințe (i-au prezentat istoria și ideologia acestei Biserici), călugării au reușit să fie înțeleși și ca urmare mitropolitul Ambrosie, acceptă credința creștin ortodoxă de rit vechi.
Mitropolitul Ambrosie, împreună cu cei doi călugări, Alimpie și Pavel iau drumul Fântânii Albe prin Sarichioi (jud. Tulcea). La mănăstirea din Fântâna Albă înaltul prelat a fost întâmpinat de preotul Ieronim, după care, prin mirungerea oficiată de acesta, a început să păstorească, prin hirotonisirea episcopilor, preoților și diaconilor.
La data de 11 iulie 1846, proaspătul Întâistătător, se va adresa Împăratului Austriei Ferdinand cu o cerere, prin care cere să fie recunoscut ca mitropolit al credincioșilor de rit vechi. Acesta primește aprobarea la 23 iunie 1847 prin două recunoașteri înregistrate cu numerele 9950 și 22955.
Mitropolia creștinilor de rit vechi a fost înființată la sfârșitul anului 1846 la Fântâna Albă (în regiunea Bucovina). Aprobarea de înființare a acestei Mitropolii a fost dată de guvernul austriac, prin Înaltul Decret Imperial din 6 septembrie 1846. Un aport deosebit la înființarea Mitropoliei de la Fântâna Albă, l-a avut Pavel Vasilievici Velikodvorski, care în anul 1837 a făcut o călătorie prin Caucaz, pentru a verifica informațiile, potrivit cărora s-ar fi păstrat acolo credința ortodoxă de rit vechi. El a fost arestat, iar după eliberarea lui din închisoare, a plecat în Bucovina, stabilindu-se la mănăstirea de la Fântâna Albă, unde a întocmit statutul Mănăstirii. Făcând o călătorie la Viena, reușește să fie primit în audiență la împăratul Ferdinand, iar în anul 1844 va obține permisiunea pentru organizarea Episcopatului.
La 28 octombrie 1846, în Mănăstirea ortodoxă de rit vechi de la Fântâna Albă, a avut loc ceremonia solemnă prin care mitropolitul Ambrosie Popovici a trecut la Biserica Ortodoxă de Rit Vechi, asumându-și ideologia și învățăturilke acestei Biserici.
O parte dintre staroveri nu-l vor primi, rămânând cu preoții veniți din Rusia (preoți fugari), pe semn că mitropolitul Ambrosie nu ar fost de acord să fie miruns. Cei care l-au acceptat pe Ambrosie s-au numit credincioși de rit vechi de Fântâna Albă, iar partea cealaltă care acceptau preoții fugari s-au numit o perioadă beglopopovțî, iar azi aparțin de Ierarhia de Novozâbkov.
Clasa beglopopovților încerca prin tot felul de mijloace să-l calomnieze, să-l ponegrească pe mitropolitul Ambrosie născocind tot felul de motive. Tot ei au scos broșuri în care menționau că mitropolitul Ambrosie a primit interdicția de a mai sluji din partea Patriarhului său până la trecerea la credința de rit vechi.
Subbotiul Ivanovici, marele apologet al Ortodoxiei oficiale din acea vreme, dezvăluie invenția pusă în circulație de adeptul belopopoviț Platon Afanasievici. Dimpotrivă, când mitropolitul Ambrosie a trecut la Biserica de rit vechi, și aflând aceasta, Patriarhul Constantinopolului, i-a trimis o scrisoare în care îi cerea să se reîntoarcă și că îi va da cea mai bună Eparhie." .
Mitropolitul Ambrosie a refuzat categoric, iar o altă mărturie despre vrednicia sa, relatează: ajungând mitropolitul Ambrosie la Viena cu deputații săi pe 25 iunie, și prezentându-se personal împăratului Ferdinand I, pe 11 iulie, cu cererea și celelalte acte, Împăratul trimite consulului Țarigradului o scrisoare, cerând să fie arătată Patriarhului și să fie întrebat acesta, dacă există într-adevăr un mitropolit Ambrosie și dacă nu este oprit de a oficia slujbe religioase. Patriarhul va răspunde că nu doar există, ci acest mitropolit n-a greșit cu nimic, iar schimbarea lui a fost cauzată invidiei turcilor. Mai mult, el este liber să plece din Eparhia sa prin acordul primit de patriarhul Anthimos, care a și semnat în acest răspuns. Împăratul a primit hârtiile consulului și a emis Decretul Cancelariei Împăratului pe 3 noiembrie 1846, nr. 34987.
Mitropolitul Ambrosie nu a stat multă vreme la Mănăstirea de la Fântâna Albă. La 6 ianuarie 1847, pentru prima dată a hirotonisit la rang de episcop pe preotul Kiril Timofeev, apoi pe ieromonahul Arcadie Dorofeev, devenit astfel episcopul credincioșilor din Dobrogea (Slava Rusă), iar pe Antonie pentru credincioși de rit vechi din Rusia. De asemenea, a mai hirotonit cinci preoți și trei ierodiaconi.
La 6 decembrie 1847, în semn de protest contra episcopului Antonie al Rusiei, la cererea energică a guvernului rus în frunte cu Împăratul Nicolae I, mitropolitul Ambrosie este calomniat de acesta în fața guvernului austriac, și este exilat pentru totdeauna de la Fântâna Albă la Zill (Austria, astăzi în Slovenia), unde a trăit sub strictă supraveghere timp de 15 ani, până la moartea sa survenită pe 30 octombrie 1863. I s-a propus eliberarea sa în schimbul revenirii în subordinea Patriarhiei Constantinopolului, dar IPS Ambrosie a refuzat. A fost înmormântat în cimitirul grecesc din orașul Trieste (astăzi în Italia).
Mitropolia de la Fântâna Albă a înaintat în anul 1912 o cerere către autoritățile austriece pentru a permite aducerea rămășițelor pământești ale mitropolitului Ambrosie de la Trieste la Fântâna Albă. Începerea primului război mondial nu a permis realizarea acestui plan. Cu ocazia Soborului Mondial al Bisericii de Rit Vechi din septembrie 1996 de la Brăila, mitropolitul Ambrosie a fost trecut în rândul sfinților. La 3 iulie 2000, rămășițele pământești ale mitropolitului Ambrosie au fost aduse de la Trieste, fiind depuse în Catedrala Mitropolitană de Rit Vechi din municipiul Brăila (România).